# Integrirana avtobusna linija št. 3G (Ljubljana)
Integrirana avtobusna linija številka 3G BEŽIGRAD – GROSUPLJE je ena izmed izmed 33 avtobusnih linij javnega mestnega prometa v Ljubljani. Povezuje prestolnico z jugovzhodnimi predmestnimi naselji na obrobju Ljubljanskega barja vse do Škofljice in dalje ob dolenjski avtocesti do Grosuplja. Avtobusi so po njej prvič zapeljali 29. avgusta 2011. Linija letno prepelje okoli 528.000 potnikov. 

## Zgodovina
Linija je bila sprva primestna linija, ki je v desetletjih obratovanja doživela le malo sprememb. Nosila je oznako št. 70 (Ljubljana-Grosuplje). Manjša sprememba trase se je zgodila leta 1995 v centru Ljubljane na delu od Trga OF do Zoisove ceste, ko so jo preusmerili po Tivolski in Aškerčevi cesti. Pred tem so avtobusi vozili preko Bavarskega dvora po Slovenski cesti, kjer so se vključili na Zoisovo cesto. Postajališče proge je bilo urejeno pred Dramo.
V drugi polovici 90. let 20. stoletja je zaradi povečanega avtomobilskega prometa pričelo upadati število potnikov na vseh avtobusnih progah. Avtobusi na progi 70 so pričeli med krajema voziti redkeje, vse pogosteje so zglobne avtobuse nadomeščali enojni.
Opazen upad potnikov je linija doživela na odseku med Lavrico in Škofljico, ko so maja 2010 podaljšali mestno avtobusno linijo št. 3B z Rudnika vse do Škofljice.
29. avgusta 2011 je bila medkrajevna linija št. 70 spremenjena v integrirano avtobusno linijo, ki je dobila oznako 3G Bežigrad (Železna) - Grosuplje.  Ob tem so ponovno spremenili traso linije v samem centru Ljubljane, saj so jo vrnili na Slovensko cesto, končno postajališče pa je bilo z Avtobusne postaje premeščeno na Železno cesto, kjer imajo danes končno postajališče tudi linije št. 6B, 11B, 12 in 12D, v Grosuplju pa so uvedli še vožnje avtobusov po Ljubljanski cesti do motela. Vozni red je bil malenkostno spremenjen, dodan je bil še zadnji nočni odhod iz Ljubljane ob 23.40. Namen preoblikovanja v integrirano linijo je znižanje cene vozovnice in posledično želja po večji uporabi javnega prevoza.
3. septembra 2012 je bila linija v Grosupljem preusmerjena na novo traso mimo Doma starejših občanov in Doma obrtnikov.
S 1. septembrom 2015 je po osrednjem delu Slovenske ceste, ki je bil zaprt zaradi prenove, ponovno stekel avtobusni promet. Istega dne je bila linija 3G, skupaj z linijami 3, 3B, 19B, 19I, 27, 51 in 56, poskusno preusmerjena z osrednjega dela Slovenske ceste. Avtobusi so tako zavili s Slovenske ceste na Šubičevo, Bleiweisovo, Gosposvetsko, ter nazaj na Slovensko in pot nadaljevali po redni trasi proti Bežigradu. Kot razlog je bilo navedeno manjše število prestopanj potnikov na osrednjem delu Slovenske in število prepeljanih potnikov letno (to je znašalo manj kot 2.000.000). Z odprtjem južnega dela Slovenske ceste, je 8. maja 2016 linija 3G uradno ponovno začela obratovati po osrednjem delu Slovenske ceste. Ta je sicer po osrednjem delu že obratovala v času zapore južnega dela Slovenske.
14. septembra 2020 je bila v Grosuplju odprta garažna hiša Grosuplje P+R, kjer lahko dnevni migranti parkirajo svoje vozilo in z linijo 3G potujejo v Ljubljano.

## Trasa
- smer BEŽIGRAD – GROSUPLJE: Železna cesta - Linhartova cesta - Dunajska cesta - Slovenska cesta - Zoisova cesta - Karlovška cesta - Dolenjska cesta (Ljubljana) - Dolenjska cesta (Škofljica) - Šmarska cesta - cesta 646 - Mali Vrh pri Šmarju - Ljubljanska cesta (Šmarje - Sap) - Cikava - cesta 646 - Brvace - Adamičeva cesta - Ljubljanska cesta (Grosuplje) - Ob Grosupeljščici - Adamičeva cesta - Cesta na Krko - Župančičeva cesta - Taborska cesta (AP in ŽP Grosuplje)
- smer GROSUPLJE – BEŽIGRAD: Taborska cesta (AP in ŽP Grosuplje) - Adamičeva cesta - Ljubljanska cesta (Grosuplje) - Ob Grosupeljščici - Adamičeva cesta - Cesta na Krko - Župančičeva cesta - Taborska cesta - Adamičeva cesta - Brvace - Cikava - cesta 646 - Ljubljanska cesta (Šmarje - Sap) - Mali Vrh pri Šmarju - cesta 646 - Šmarska cesta - Dolenjska cesta (Škofljica) - Dolenjska cesta (Ljubljana) - Karlovška cesta - Zoisova cesta - Slovenska cesta - Dunajska cesta - Vilharjeva cesta - Železna cesta.

## Režim obratovanja
Linija obratuje vse dni v letu, in sicer od ponedeljka do petka od 4.20 do 23.40, ob sobotah od 4.49 do 23.40 ter ob nedeljah in praznikih od 4.49 do 23.50. Najpogosteje avtobusi obratujejo od ponedeljka do petka v prometnih konicah. 

### Preglednice časovnih presledkov v minutah
| ura           | 1.9. - 30.6. | 1.7. - 31.8. |
| ------------- | ------------ | ------------ |
| 4.30 - 5.00   | 30           | 30           |
| 5.00 - 7.00   | 15-25        | 30           |
| 7.00 - 13.00  | 25-40        | 35           |
| 13.00 - 16.00 | 15-25        | 35           |
| 16.00 - 20.30 | 25-30        | 35           |
| 20.30 - 22.30 | 60           | 60           |
| 22.30 - 23.40 | 70           | 70           |

| čas           | vse leto |
| ------------- | -------- |
| 5.00 - 8.00   | 60       |
| 8.00 - 10.00  | 70       |
| 10.00 - 12.00 | 60       |
| 12.00 - 18.30 | 60-70    |
| 18.30 - 21.00 | 70-80    |
| 21.00 - 22.30 | 90       |
| 22.30 - 23.40 | 70       |

| čas           | vse leto |
| ------------- | -------- |
| 5.00 - 8.00   | 120      |
| 8.00 - 20.45  | 130      |
| 20.45 - 23.50 | 90-105   |

- V primeru popolne prometne zapore zaradi prireditev v Križankah ima linija 3G predvidljiv stalni obvoz, in sicer na relaciji Slovenska (redna trasa) - Barjanska - Kopačeva - Opekarska - Janežičeva - Karlovška (redna trasa), ter enako v obratni smeri. Avtobusi takrat ustavljajo na vseh rednih postajališčih. Obvoz praviloma traja med 20:00 in 24:00.